# Hermann Kirchner (Offizier)
Hermann Josef Friedrich Kirchner (* 6. Mai 1890 in Feldbach; † 8. März 1953 in Graz) war ein österreichischer Militär.

## Leben

Jahrgangsabzeichen „Hauptmann Hermann Kirchner“ der Theresianischen Militärakademie in Wiener Neustadt

Hermann Kirchner wurde am 6. Mai 1890 als Sohn des damaligen Notariatskandidaten und späteren Notars Hermann Kirchner und dessen Ehefrau Maria (geborene Höberth von Schwarzenthal) in Feldbach geboren und am 12. Mai 1890 auf den Namen Hermann Josef Friedrich getauft.
Hermann Kirchner besuchte die Infanteriekadettenschule in Liebenau in Graz. Er wurde 1909 Fähnrich und 1912 Leutnant. Im Ersten Weltkrieg zeichnete er sich bei der Südtiroloffensive im Mai 1916 mit der Eroberung der Zugna Torta (1258 m) südöstlich von Rovereto aus. Er nahm als Generalstabsoffizier an den Kämpfen in der Bukowina und Ukraine teil. 1918 wurde er zum Hauptmann ernannt.
Nach dem Ersten Weltkrieg wurde Kirchner pensioniert und arbeitete er bis 1928 als Geschäftsmann. 1922 erhielt er für die Eroberung der Zugna Torta den Militär-Maria-Theresien-Orden zuerkannt. 1928 trat er in die Armee von Albanien ein, wo er als Major am Aufbau des Ausbildungswesens mitarbeitete. Im Jahre 1931 wurde er zum ersten Generalstabsoffizier der albanischen Armee ernannt und war bis kurz vor Ausbruch des Zweiten Weltkrieges Personalamtschef.
Nach seiner ersten Heirat erfolgte am 8. Juli 1944 in Graz die zweite Eheschließung mit einer Hildegard Brosch. Am 8. März 1953 starb Kirchner im Alter von 62 Jahren in Graz.
Die ehemalige Kirchner-Kaserne in Graz war nach ihm benannt.
Der Ausmusterungsjahrgang 2012 der Theresianischen Militärakademie wählte Hermann Kirchner zum Namenspatron.
Die österreichische Post legte eine Sonderbriefmarke zu seiner Person mit den Ersttag am 29. September 2012 auf.